# Baoshan
Baoshan ⓘ (en chino, 保山市; pinyin, Bǎoshān shì; literalmente, ‘montaña Bao’)
es una ciudad-prefectura en la provincia de Yunnan, República Popular China. Situada a 355 kilómetros de la capital provincial. Limita al norte con Lijiang, al sur con Lincang, al oeste con Dehong y al este con Dali. Su área es de 19040 km² y su población de 2,5 millones.
Está situada entre la frontera de Birmania y el río Mekong, es una zona de cría de ganado.

## Administración
La ciudad prefectura de Baoshan se divide en 5 localidades que se administran en 1 distrito y 4 condados.
- Distrito Longyang 隆阳区
- Condado Shidian 施甸县
- Condado Tengchong 腾冲县
- Condado Longling 龙陵县
- Condado Changning 昌宁县

## Clima
Las temperaturas que oscilan en Baoshán son de 9C, el mes más frío es de 15C, su temperatura media anual es de 16C (las cifras son de 1990).
| Parámetros climáticos promedio de Baoshan (1971−2000) | Parámetros climáticos promedio de Baoshan (1971−2000) | Parámetros climáticos promedio de Baoshan (1971−2000) | Parámetros climáticos promedio de Baoshan (1971−2000) | Parámetros climáticos promedio de Baoshan (1971−2000) | Parámetros climáticos promedio de Baoshan (1971−2000) | Parámetros climáticos promedio de Baoshan (1971−2000) | Parámetros climáticos promedio de Baoshan (1971−2000) | Parámetros climáticos promedio de Baoshan (1971−2000) | Parámetros climáticos promedio de Baoshan (1971−2000) | Parámetros climáticos promedio de Baoshan (1971−2000) | Parámetros climáticos promedio de Baoshan (1971−2000) | Parámetros climáticos promedio de Baoshan (1971−2000) | Parámetros climáticos promedio de Baoshan (1971−2000) |
| Mes                                                   | Ene.                                                  | Feb.                                                  | Mar.                                                  | Abr.                                                  | May.                                                  | Jun.                                                  | Jul.                                                  | Ago.                                                  | Sep.                                                  | Oct.                                                  | Nov.                                                  | Dic.                                                  | Anual                                                 |
| ----------------------------------------------------- | ----------------------------------------------------- | ----------------------------------------------------- | ----------------------------------------------------- | ----------------------------------------------------- | ----------------------------------------------------- | ----------------------------------------------------- | ----------------------------------------------------- | ----------------------------------------------------- | ----------------------------------------------------- | ----------------------------------------------------- | ----------------------------------------------------- | ----------------------------------------------------- | ----------------------------------------------------- |
| Temp. máx. media (°C)                                 | 16.5                                                  | 18.0                                                  | 21.2                                                  | 23.7                                                  | 25.5                                                  | 25.5                                                  | 25.0                                                  | 25.7                                                  | 25.1                                                  | 23.4                                                  | 19.8                                                  | 17.3                                                  | 22.2                                                  |
| Temp. mín. media (°C)                                 | 1.7                                                   | 3.3                                                   | 6.1                                                   | 9.9                                                   | 14.3                                                  | 18.1                                                  | 18.2                                                  | 17.8                                                  | 16.2                                                  | 13.2                                                  | 8.0                                                   | 3.2                                                   | 10.8                                                  |
| Precipitación total (mm)                              | 15.7                                                  | 28.4                                                  | 38.2                                                  | 45.0                                                  | 69.9                                                  | 138.4                                                 | 157.4                                                 | 172.6                                                 | 147.5                                                 | 111.4                                                 | 51.1                                                  | 12.6                                                  | 988.2                                                 |
| Días de precipitaciones (≥ 0.1 mm)                    | 3.6                                                   | 6.9                                                   | 8.6                                                   | 12.7                                                  | 12.6                                                  | 18.0                                                  | 21.3                                                  | 21.5                                                  | 16.5                                                  | 12.4                                                  | 6.5                                                   | 3.4                                                   | 144                                                   |
| Fuente: Weather China                                 |                                                       |                                                       |                                                       |                                                       |                                                       |                                                       |                                                       |                                                       |                                                       |                                                       |                                                       |                                                       |                                                       |

## Transporte
Baoshan se encuentra en la carretera de Kunming a Ruili, una carretera parcialmente arreglada de cuatro carriles en algunos lugares.
El aeropuerto de Baoshán tiene vuelos diarios desde y hacia Kunming. El tiempo de vuelo es de 30 minutos.